# Грисволд (Ајова)
Грисволд (енгл. Griswold) град је у америчкој савезној држави Ајова. По попису становништва из 2010. у њему је живело 1.036 становника.

## Демографија
Према попису становништва из 2010. у граду је живело 1.036 становника, што је -3 (-0.3%) становника више него 2000. године.
| Група             | 2000.         | 2010.         |
| Белци             | 1.020 (98,2%) | 1.005 (97,0%) |
| Афроамериканци    | 0 (0,0%)      | 10 (1,0%)     |
| Азијати           | 0 (0,0%)      | 1 (0,1%)      |
| Хиспаноамериканци | 14 (1,3%)     | 11 (1,1%)     |
| Укупно            | 1.039         | 1.036         |